# Johan Gottlieb Gahn
Johan Gottlieb Gahn (Voxnabruk, 19 agosto 1745 – Falun, 8 dicembre 1818) è stato un chimico svedese, famoso per aver scoperto il manganese nel 1774.
Johan Gottlieb Gahn nacque nel 1745 a Voxnabruk nella provincia di Hälsingland (Svezia). Negli anni 1762-1770 Gahn studiò a Uppsala e conobbe i chimici Torbern Bergman e Carl Wilhelm Scheele. Nel 1770 si stabilì a Falun, dove migliorò i processi di fusione del rame nell'industria locale e partecipò alla costruzione di varie fabbriche che producevano tra l'altro vetriolo, zolfo e il colore rosso Falun.
Lavorò come chimico per il Consiglio svedese delle Miniere (Bergskollegium) dal 1773 al 1817. Gahn fu sempre molto riluttante a pubblicare a proprio nome le sue scoperte scientifiche, ma le comunicò regolarmente a Bergman e Scheele. Tra le varie scoperte, Gahn trovò che le ossa contengono fosforo, e che il diossido di manganese si poteva ridurre con carbone ottenendo manganese metallico; in questo modo fu il primo ad isolare il manganese elementare.
Nel 1784 Gahn fu eletto membro della Accademia Reale Svedese delle Scienze. Fece anche una carriera manageriale nel settore minerario svedese. Il minerale Gahnite è stato così chiamato in suo onore.